# Любавин, Виктор Гаврилович
Виктор Гаврилович Любавин (7 (19) января 1882, Оренбургская губерния — 1919) — войсковой старшина царской армии, полковник Белого движения, командир 9-го Уральского конного льготного полка (1918), награждён золотым Георгиевским оружием (1914).

## Биография
Виктор Любавин родился 7 (19) января 1882 года в Оренбургской губернии в семье дворянина Уральского казачьего войска, генерала Гавриила Павловича Любавина (род. 1850). Виктор окончил два класса Оренбургского Неплюевского кадетского корпуса, а затем поступил в столичное Константиновское артиллерийское училище, из которого выпустился в 1902 году. Любавин был произведён в хорунжии в 1902 году, затем он стал сотником (с июня 1906) и подъесаулом (не позднее 1910). Уже в период Первой мировой войны Виктор Гаврилович получил погоны казачьего есаула (февраль 1916 года, за выслугу лет) и войскового старшины (конец ноября 1916). Позже он дослужился до полковника.
С 1902 года Любавин проходил действительную службу в 3-й Оренбургской казачьей батарее. Затем он служил в 3-й Оренбургской казачьей батарее и в 1-м Оренбургском казачьем артиллерийском дивизионе (по состоянию на 1908—1910 годы). В мае 1913 года он Виктор Гаврилович был переведен из 1-й Оренбургской казачьей батареи в комплект полков Уральского войска. Стал участником Великой войны: командовал первой сотней Уральского 3-го казачьего полка (с 1914 года), а затем, с мая 1915, стал командиром 1-й сводной сотни. В середине мая 1915 года Любавин, при отступлении, получил легкую контузию от близкого разрыва снаряда на переправе через реку Дубису — но остался в строю, хотя и был госпитализирован уже после боя.
В конце мая 1915 года Виктор Гаврилович вернулся из госпиталя в полк и принял, у сотника Ливкина, назад свою первую казачью сотню. В период Гражданской войны, в июне 1918 года, Любавин командовал 9-м Уральским конным льготным полком. В августе, после расформирования этого соединения, он был «отчислен на льготу». В сентябре Виктор Любавин временно возглавлял льготный полк казаков «постановки 1898—1906 годов», после чего стал во главе 11-го Уральского конного льготного полка. В октябре он был вновь контужен в бою под Таловой — ушел с должности командира полка «по болезни». Виктор Гаврилович Любавин скончался в 1919 году от тифа.

## Награды
За то, что «будучи 21 августа 1914 года послан с разведывательной сотней на разведку, проник в район, занятый противником, точно определил силы и расположение его, чем осветил участок местности, по фронту около десяти верст и дал возможность начальнику 15-й кавалерийской дивизии ориентироваться и принять определенное решение», был награждён Георгиевским оружием (утверждено Высочайшим приказом от 8 (21) ноября 1914 года).

## Семья
С января 1917 года Виктор Любавин был женат на дворянке Уральского войска Елизавете Сергеевне Бизяновой.